# Wyocena (condado de Columbia, Wisconsin)
Wyocena es un pueblo ubicado en el condado de Columbia en el estado estadounidense de Wisconsin. En el Censo de 2010 tenía una población de 1666 habitantes y una densidad poblacional de 17,32 personas por km².

## Geografía
Wyocena se encuentra ubicado en las coordenadas 43°30′14″N 89°17′32″O / 43.50389, -89.29222. Según la Oficina del Censo de los Estados Unidos, Wyocena tiene una superficie total de 96.16 km², de la cual 92.67 km² corresponden a tierra firme y (3.63%) 3.49 km² es agua.

## Demografía
Según el censo de 2010, había 1666 personas residiendo en Wyocena. La densidad de población era de 17,32 hab./km². De los 1666 habitantes, Wyocena estaba compuesto por el 98.68% blancos, el 0.18% eran afroamericanos, el 0.12% eran amerindios, el 0.42% eran asiáticos, el 0.18% eran isleños del Pacífico, el 0% eran de otras razas y el 0.42% pertenecían a dos o más razas. Del total de la población el 0.6% eran hispanos o latinos de cualquier raza.